# Chekonidhara
Chekonidhara là một thị trấn thống kê (census town) của quận Jorhat thuộc bang Assam, Ấn Độ.

## Nhân khẩu
Theo điều tra dân số năm 2001 của Ấn Độ, Chekonidhara có dân số 7315 người. Phái nam chiếm 50% tổng số dân và phái nữ chiếm 50%. Chekonidhara có tỷ lệ 85% biết đọc biết viết, cao hơn tỷ lệ trung bình toàn quốc là 59,5%: tỷ lệ cho phái nam là 85%, và tỷ lệ cho phái nữ là 84%. Tại Chekonidhara, 8% dân số nhỏ hơn 6 tuổi.